# Diplodira jamaicalis
Diplodira jamaicalis là một loài bướm đêm trong họ Noctuidae.